# Can Tho (provins)
Can Tho (på vietnamesiska Cần Thơ) var en provins i södra Vietnam. 1976 slogs Can Tho och Soc Trang samman och bildade provinsen Hau Giang. 1992 delades Hau Giang upp i den gamla indelningen med de två provinserna Can Tho och Soc Trang. Provinsen Can Tho upphörde att existera den 25 november 2003, då den delades upp i storstadskommunen Can Tho och provinsen Hau Giang (som då återinfördes som egen provins, men omfattande ett mindre område än den gamla provinsen). Provinsen Can Tho hade en yta av 2 951 km² och cirka 1,8 miljoner invånare i mitten av 1993.